# ロナルド・ベイティア
ロナルド・ベイティア・バルディビエ（Ronaldo Veitía Valdivié 1947年10月21日 - 2022年12月5日）は、キューバのハバナ・コトロ出身の柔道家。キューバ女子柔道ナショナルチームの監督を務めた。その巨漢ぶりとコーチボックスにおける独特のパフォーマンスから柔道界の名物監督とみなされていた。「太っちょベイティア」とも呼ばれた。2005年には労働英雄賞を受賞した。全盛期には体重が197kgもあったが、2015年現在は160kgほどだという。

## 人物
柔道は17歳の時に始めた。その後国内の軽重量級(93kg級)チャンピオンの座に就いた。さらにキューバで開催された国際大会でも何度かメダルを獲得するなど一定の活躍を果たした。その一方で、地元で道場を設立して柔道指導も始めた。1971年にはコーチとして認可されると、実績を積み上げていった。一時期メキシコで指導を行っていたこともあった。1986年には、スタートして7年を経過していたものの、国際大会に参加してからまだ3年ほどだったキューバ女子柔道のナショナルチーム監督に就任した。3年後の1989年には世界選手権無差別でエステラ・ロドリゲスがキューバ女子初の金メダルを獲得した。女子柔道が正式競技となった1992年のバルセロナオリンピックでも66kg級のオダリス・レベが金メダルをもたらした。その後もオリンピックや世界選手権、ワールドカップ団体戦、世界ジュニアといった世界大会のみならず、フランス国際、ドイツ国際、福岡国際などAトーナメントの国際大会でも、ドリュリス・ゴンサレス、レグナ・ベルデシア、アマリリス・サボンなど多くの選手が金メダルを含めたメダルを量産することになり、キューバ女子の黄金時代を築き上げた。少数の選ばれたナショナルチームで世界各地を転戦して、国際大会を数多くこなしながら鍛え上げる方式が大きな成果をあげることになった。キューバ女子の技術的な特徴としては、身体能力を活かした双手刈、朽木倒、掬投、さらには両袖を絞ってしゃがみこんだ姿勢からの袖釣込腰の多用があげられる。重量級を除いて(時には重量級も含めて)どの階級の選手も一様に同じような柔道スタイルを展開する。しかしながら、2003年にはその年の世界選手権70kg級2位のレグラ・レイエンと、48kg級3位のダニエスカ・カリオンがアメリカへ逃げ出すという事件が起こった。翌年のアテネオリンピックでは7階級のうち5階級でメダルを獲得しながらも、78kg超級決勝でダイマ・ベルトランが塚田真希から先に技ありを取りながら寝技で逆転負けを喫するなどして金メダルを逃すことになった。世界大会で金メダルを獲得できなかったのは1991年の世界選手権以来13年ぶりであった。その一方で、キューバの国営通信社によれば、2005年にパンナム選手権を見据えた予行演習において、ゴンサレスやユリスレイディス・ルペティを始めとしたトップレベルを多数含むキューバ女子チームがエクアドルの男子チームと対戦して、30戦のうち28勝をあげたという。続いて世界選手権では48kg級でヤネト・ベルモイが谷亮子に次ぐ史上2番目の若さで優勝を飾った(谷は今大会妊娠のため出場しなかった)。2007年には78kg級でユリセル・ラボルデが2連覇、ゴンサレスが史上最年長の優勝を果たした。だが、2008年には北京オリンピック3ヶ月前にマイアミで開催されたパンナム選手権直後にラボルデがアメリカに亡命する騒ぎが起こった。北京オリンピックでは前回のアテネに続いて金メダルを獲得できずに終わった。2009年からはIJFグランプリシリーズが始まったものの、経済的な問題などもあり以前ほど積極的に国際大会に転戦することが出来なくなった。また世界選手権では1991年以来18年ぶりに金メダルを獲得できずに終わった。2010年からは下半身への手や腕による攻防が大きく制限されたことにより、キューバ女子がもっとも得意としていた双手刈や朽木倒などが使用困難となったことから、新ルールへの適用が大きな課題として残った(2013年からは下半身への手や腕による攻防が試験的に全面禁止となると、翌年からは正式に禁止された)。だが、2012年のロンドンオリンピックでは78kg超級でイダリス・オルティスがシドニーオリンピック以来3大会ぶりにオリンピックで金メダルを獲得することになった。2015年現在までキューバ女子はオリンピックで5個、世界選手権で14個、世界団体(ワールドカップ団体戦)で2個の金メダルを獲得している。
2015年12月のグランドスラム・東京を最後にコーチを引退することになった。大会後、IJFからは功労賞が贈られた。2016年のリオデジャネイロオリンピックでは観客席からキューバの選手を応援することになるという。2018年IJF殿堂入り。

## 主なキューバ女子選手
- マリッツァ・ペレス -　世界選手権52kg級で2度3位
- エステラ・ロドリゲス -　オリンピックでは72kg超級で2度銀メダル。世界選手権では1989年に無差別で優勝するなど4個のメダルを獲得。
- オダリス・レベ -　バルセロナオリンピック66kg級金メダル。世界選手権では4個のメダルを獲得。
- レグナ・ベルデシア -　シドニーオリンピック52kg級金メダルなどオリンピックで2個のメダルを獲得。世界選手権では1993年に優勝するなど5個のメダルを獲得。
- アマリリス・サボン -　オリンピックでは48kg級と52kg級で3個の銅メダルを獲得。世界選手権では2003年に優勝するなど4個のメダルを獲得。
- ドリュリス・ゴンサレス -　アトランタオリンピック56kg級金メダルなどオリンピックで4個のメダルを獲得。世界選手権でも3度優勝するなど7個のメダルを獲得。世界大会でのメダル獲得数は谷亮子の13、イングリッド・ベルグマンスの12に次ぐ歴代3位。
- ディアデニス・ルナ -　アトランタオリンピックでは72kg級で銅メダル。世界選手権では1995年に優勝するなど3個のメダルを獲得。
- ダイマ・ベルトラン -　オリンピックでは72kg超級で2度銀メダル。世界選手権では2度無差別で優勝するなど5個のメダルを獲得。
- シベリス・ベラネス -　シドニーオリンピック70kg級金メダル。世界選手権では1999年に優勝。
- ユリスレイディス・ルペティ -　アテネオリンピック57kg級銅メダル。世界選手権では2001年に優勝するなど2個のメダルを獲得。
- ダニエスカ・カリオン -　世界選手権48kg級では2個のメダルを獲得。2003年にアメリカへ亡命してアテネオリンピック出場を放棄。
- レグラ・レイエン -　世界選手権78kg級では2個のメダルを獲得。2003年にアメリカへ亡命してアテネオリンピック出場を放棄。
- ユリセル・ラボルデ -　アテネオリンピック78kg級銅メダル。世界選手権では2度優勝するなど4個のメダルを獲得。2008年にアメリカへ亡命して北京オリンピック出場を放棄。
- ヤネト・ベルモイ -　オリンピックでは48kg級と52kg級で２個の銀メダルを獲得。世界選手権では2005年に48kg級で優勝するなど3個のメダルを獲得。
- ヤレニス・カスティージョ -　北京オリンピックでは78kg級で銀メダル。
- イダリス・オルティス -　ロンドンオリンピック78kg超級金メダルなどオリンピックで2個のメダルを獲得。世界選手権でも2013年に優勝するなど3個のメダルを獲得。